# Bobrynka
Bobrynka (ukr. Бобринка) – wieś na Ukrainie, w obwodzie kirowohradzkim, w rejonie kropywnyckim, w hromadzie Ketrysaniwka. W 2001 liczyła 411 mieszkańców, spośród których 399 wskazało jako ojczysty język ukraiński, 6 rosyjski, 2 mołdawski, 1 węgierski, a 3 inny.